# Gregor Kersche
Gregor Kersche (* 11. Mai 1892 in Suetschach, Österreich-Ungarn; † nach 1950 in der Sowjetunion) war ein Kärntner Slowene und Politiker der Kommunistischen Partei Österreichs. 

## Leben
Geboren 1892 in der Region Feistritz im Rosental, wuchs Gregor Kersche deutsch- und slowenischsprachig auf. Nach Abschluss der Pflichtschule besuchte er die maschinengewerbliche Fachschule in Klagenfurt. 1910 trat er der Sozialdemokratischen Arbeiterpartei sowie dem Metallarbeiterverband bei. Im Ersten Weltkrieg war Kersche als Soldat an der russischen Front stationiert, wo er 1915 in Gefangenschaft geriet. Im Kriegsgefangenenlager trat er den Bolschewiki bei und wurde nach Kriegsende Mitglied des Arbeiter-, Bauern und Soldatenrates in Tula. Nach seiner Rückkehr nach Österreich trat Kersche 1919 der Kommunistischen Partei Österreichs bei und beteiligte sich an der Gründung der Landesparteiorganisation in Kärnten, deren Leitung er für mehrere Jahre innehatte. Er wurde Mitglied des Zentralkomitees der KPÖ und stieg 1929 zum Mitglied des Politbüros der Partei auf, wo er für Agrarfragen und Agitation unter Kleinbauern zuständig war. Ein weiterer politischer Schwerpunkt Kersches war die Wohnungspolitik, das Verhindern von Delogierungen und Verjagen von Pfändern im Raum Klagenfurt. Aufgrund seiner Zweisprachigkeit betrieb Kersche die kommunistische Agitation auch unter Kärntner Slowenen. 
Aufgrund seiner politischen Tätigkeit befand sich Kersche nach dem Verbot der KPÖ ab 1933 wiederholt in Haft, bis er schließlich 1935 in die Sowjetunion emigrierte. Auch dort betätigte er sich im Sinne der Ziele der österreichischen Kommunisten und verfasste im Rahmen des Komintern-Kongresses in Moskau eine Erklärung zum Selbstbestimmungsrecht der Kärntner Slowenen. Mit dem Beginn des Zweiten Weltkrieges absolvierte Kersche in der Sowjetunion eine Ausbildung zum Einsatz als Fallschirmagent im Dritten Reich. 1943 befand er sich in Wien, wo er Kontakt zu verschiedenen antifaschistischen Widerstandsgruppen herstellte. Dort wurde er im Jänner 1944 verhaftet und bei anschließenden Verhören durch die Gestapo schwer misshandelt. In Biographien zu Gregor Kersche wird die Vermutung geäußert, dass er im Zuge der Verhöre sensible Daten über weitere Fallschirmagenten an die Gestapo weitergab. Nach dem Ende des Zweiten Weltkrieges und der Befreiung Wiens durch die Rote Armee wurde Kersche am 22. April 1945 durch die sowjetische Geheimpolizei verhaftet und in der Sowjetunion zu zehn Jahren Lagerhaft verurteilt. 1956 wurde er rehabilitiert. Nach der Haftzeit lebte Gregor Kersche vermutlich unter dem Namen Franz Wehle (oder Weller) weiterhin in der Sowjetunion. Seine Todesumstände, ebenso wie Todesdatum und -ort, sind unbekannt. 